# Tournée de l'équipe d'Afrique du Sud de rugby à XV en 1951-1952
La tournée de l'équipe d'Afrique du Sud en 1951-1952, en Grande-Bretagne et en Irlande, voit les Springboks réaliser un Grand Chelem (quatre victoires en quatre matches). 
Cette tournée est la quatrième de l'Afrique du Sud dans les îles britanniques, toutes remportées par les Springboks .
Cette équipe compte alors des joueurs de talent comme Hansie Brewis, Salty du Rand, Chris Koch, Hennie Muller. Dix-huit joueurs ont contribué à ce succès. 

## Première ligne
- Chris Koch  quatre matches  (deux essais);
- Willa Delport  quatre matches  (un essai);
- Okey Geffin  trois matches  (huit transformations);
- Jaap Bekker  un match.

## Deuxième ligne
- Salty du Rand  quatre matches (un essai);
- Ernst Dinkelman  trois matches (un essai);
- Willem Barnard  un match.

## Troisième ligne
- Basie van Wyk  quatre matches (trois essais);
- Stephen Fry  quatre matches;
- Hennie Muller  quatre matches (quatre fois capitaine,  un essai, une  transformation,  une pénalité).

## Demi de mêlée
- Fonnie du Toit  quatre matches (un essai).

## Demi d’ouverture
- Hansie Brewis  quatre matches (deux drops, une pénalité).

## Trois-quarts centre
- Tjol Lategan  quatre matches (un essai);
- Ryk van Schoor  quatre matches (deux essais).

## Trois-quarts aile
- Paul Johnstone  quatre matches;
- Buks Marais  un match;
- Chum Ochse  trois matches (deux essais).

## Arrière
- Johnny Buchler  quatre matches.

## Résultats des matches
- Le 24 novembre 1951, victoire 44 à 0 contre  l'équipe d'Écosse à Édimbourg;
- Le 8 décembre 1951, victoire 17 à 5 contre l'équipe d'Irlande à Dublin;
- Le 22 décembre 1951, victoire  6 à 3 contre le pays de Galles à Cardiff;
- Le 5 janvier 1952, victoire 8 à 3 contre l'équipe d'Angleterre à Londres.

## Points marqués par les Springboks

### Match contre l'Écosse
- Chris Koch 6 points  (deux essais);
- Willa Delport 3 points  (un essai);
- Ernst Dinkelman 3 points  (un essai);
- Salty du Rand 3 points  (un essai);
- Hennie Muller 3 points  (un essai);
- Basie van Wyk 3 points  (un essai);
- Tjol Lategan 3 points  (un essai);
- Ryk van Schoor 3 points  (un essai);
- Hansie Brewis 3 points  (un drop);
- Okey Geffin 14 points  (sept transformations).

### Match contre l'Irlande
- Basie van Wyk 6 points  (deux essais);
- Chum Ochse 3 points  (un essai);
- Ryk van Schoor 3 points  (un essai);
- Hansie Brewis 3 points  (un drop);
- Okey Geffin 2 points  (une transformation).

### Match contre le pays de Galles
- Chum Ochse 3 points  (un essai);
- Hansie Brewis 3 points  (une pénalité).

### Match contre l'Angleterre
- Fonnie du Toit 3 points  (un essai);
- Hennie Muller 5 points  (une transformation, une pénalité).

## Meilleur réalisateur
- Okey Geffin 16 points  (huit transformations).

## Meilleur marqueur d'essais
- Chris Koch, Chum Ochse, Basie van Wyk, Ryk van Schoor tous à deux essais.